# Blepharicera capitata
Blepharicera capitata is een muggensoort uit de familie van de Blephariceridae. De wetenschappelijke naam van de soort is voor het eerst geldig gepubliceerd in 1863 door Loew.